# Zmajarstvo
Zmajarstvo je jedan od zračnih sportova je rekreacioni i natjecateljski sport srodan zračnom jedriličarstvu, ali koji koristi mnogo jednostavniju konstrukciju koja se sastoji od metalnog kostura preko koga je razapeto platno – ovjesna jedrilica, s pilotom koji visi u vezama ispod krila i koji kontrolira let mijenjanjem položaja težišta.
Prve eksperimente s planirajućim letom radio je pionir zrakoplovstva, Otto Lilienthal, tijekom kasnog stoljeća. Te letjelice bi se danas mogle kvalificirati kao zmajeve.
Moderne zmajeve izmislio je NASA-in tehničar Francis Rogallo 1948. godine kada je izumio Flexkite. Njegove ovjesne jedrilice NASA je namjeravala upotrebljavati kao sistem za povratak astronauta na Zemlju.